# Juanse
Juan Sebastián Gutiérrez (Buenos Aires, 3 de junio de 1962), más conocido por su nombre artístico Juanse, es un cantautor y músico argentino. Fue líder de Ratones Paranoicos desde el inicio hasta el final de la banda (1983-2011). Luego el grupo regresó en 2017 y Ratones Paranoicos sigue estando presente.

## Biografía

### Primeros años
Hijo de Hipólito Felipe Gutiérrez, un compositor de música clásica y de Eva Clara Ponce de León, experta en arte, fue criado en el barrio de Villa Devoto donde comenzó a tocar la guitarra desde los 8 años, y a sus 11 crea el nombre que le daría vida a su futura banda de rock and roll: “Ratones Paranoicos”.
A muy corta edad ya frecuentaba shows de sus bandas favoritas entre las que se destacaban Pappo's Blues y Pescado Rabioso. Al día de hoy Juanse es la cabeza de Juanse and the Band y lidera el legendario grupo Ratones Paranoicos. 

### Etapa en Ratones Paranoicos

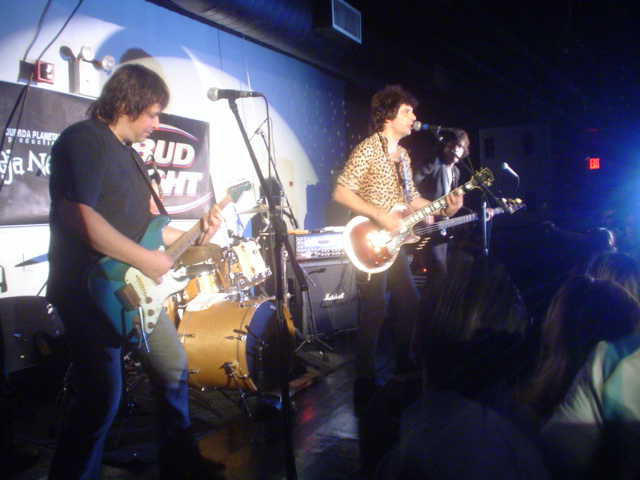
Ratones Paranoicos en 2007.

Juanse y Pablo Memi tocaban en una banda llamada "La puñalada amistosa" junto a Gabriel Carámbula a mediados de 1983. Los constantes enfrentamientos entre ellos los condujo a la separación, y fue así como en 1984 convocaron al resto de los Ratones: Pablo "Sarcófago" Cano y Rubén "Roy" Quiroga.
La estética y el sonido imitando a los Rolling Stones tiene lugar desde el mismo momento en que Juanse decidió dedicarse a la música. Quizás por esa rebeldía les costó encontrar una compañía discográfica que estuviera dispuesta a contratarlos. En 1986 logran grabar el primer trabajo, bajo el sello Umbral (que también tenía a Los Violadores y a V8). Este material tuvo una escasísima difusión, aunque incluía temas como Bailando conmigo y Sucia estrella. Luego sería relanzado.
Si bien eran considerados como ese grupo que imita a los Stones, poco a poco fueron logrando perfilar una personalidad propia. En "Los chicos quieren rock" (1988) se profundiza este despegar de la copia, para instalarse más en una herencia musical. Este disco los lanza a la masividad e, incluso a llevarlos al lugar de "Grupo Revelación" en las encuestas.
En un reportaje de Gloria Guerrero (en junio del 1988) se le preguntaba a Juanse por qué a ellos se les permitía recrear a los Rolling Stones en un país que se caracteriza por criticar las copias. La respuesta fue: 

«Lo que pasa es que nosotros no nos manejamos con las réplicas. No nos metimos en un estilo así porque sí; lo asumimos con mucha responsabilidad. Hay mucha gente que siempre dependió de los Stones, la gente se quedó pegada con ese sonido, estaba buscando esa tendencia y la necesita. Yo vengo escuchando a los Rollings desde que tenía seis o siete años; era lo único a lo que me aferraba. Y lo vemos ahora en la gente que va a vernos, todos con sus remeras con las lenguas, su identificación absoluta con la necesidad de un rocanrol que sea más real»

Rock del gato fue el éxito de su siguiente álbum, Furtivos (1989), que también contenía Hasta que llegue el dolor y cuya presentación tuvo lugar en el estadio de Obras Sanitarias.
En 1990 los contrata la Sony, con lo que aseguraban su permanencia en el show business. Sin embargo, Juanse declaraba "Nosotros no tenemos nada que ver con el rock nacional. No me siento parte de él: digamos que hago rock n'roll y que soy argentino, que es otra cosa". Es así que el título del siguiente LP cobra vigencia: Tómalo o déjalo (1990).
Andrew Oldham, exproductor de los Stones, de Rod Stewart y de Eric Clapton, viajó a Buenos Aires para trabajar en "Fieras Lunáticas" (1991). Juanse y Oldham viajaron a Estados Unidos para la mezcla final del material. Un obsequio del productor al grupo es la inclusión de la melodía de Satisfaction en Wah wah. El tema más importante del disco es Rock del pedazo.
El 7 de noviembre de 1992, Keith Richards, guitarrista de los Rolling Stones, hacía su presentación en el Coca Cola Rock Festival, junto a su banda, The X-Pensive Winos. Como no podía ser de otra manera, el show fue abierto por Los Ratones Paranoicos, con Pappo como guitarrista invitado. En diciembre de ese año, los Ratones son convocados para telonear a los Guns N' Roses. En medio del show, Juanse tropieza, cae y se rompe una pierna, siendo retirado en camilla del escenario, con la multitud del estadio de River atónita.
Para Hecho en Memphis (1993) se dieron otro gran gusto: grabar con Mick Taylor (guitarrista de los Stones a comienzos de los '70).
Su momento de mayor popularidad lo consiguieron con la visita de los Rolling Stones, en febrero de 1995, y sus cinco shows como teloneros en el estadio de River. Hacia fin de año se lanzó un CD en festejo de los diez años de la banda Raros Ratones, que contó con versiones nunca antes editadas de Sucio gas, Carol y Destruida roll, un tema inédito que había quedado al margen del primer disco.
En 1998 volvieron a la escena porteña en el microestadio de Obras, con la presencia de Fabián Quintiero en lugar de Memi. Al año siguiente lanzaron Electroshock. Le siguieron Vivo Paranoico y x16.
A mediados del 2003 editaron Enigma, un EP de cinco canciones, con dos temas nuevos, dos covers y un remix de Enlace, realizado por Diego Ro-K.
Inyectado de rocanrol vivo (2006) fue registrado durante los shows en Obras del 2005. Con producción de Pablo Guyot y Alfredo Toth, el material editado en CD y en DVD resume los veinte años de trayectoria de la banda. El corte difusión elegido fue El vampiro.
En agosto de 2011, a través de un comunicado de prensa, Juanse anunció la disolución de la banda.

### Etapa solista

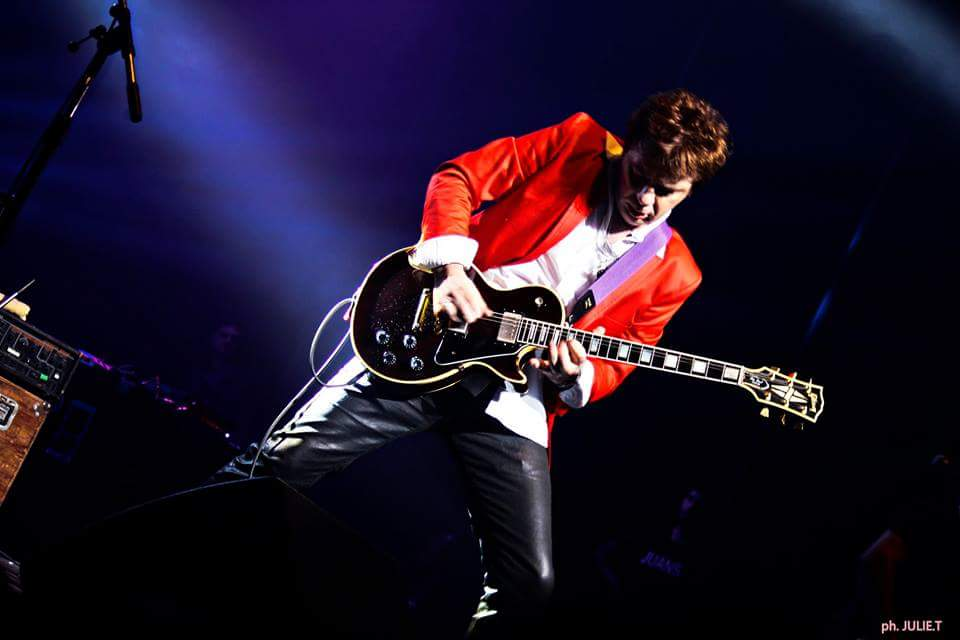
Juanse en 2014.

Paralelamente a su liderazgo en Los Ratones Paranoicos, Juanse (JUANSE) grabó un disco solista: Expresso Bongo (1997). Los rumores de disolución de la banda acompañaron su lanzamiento. Bajo el nombre Juanse Roll Band editó en 2007 Energía divina, una placa que, por su estilo, pudo haber sido firmada también por los Ratones. Los sencillos de este disco fueron Dinamita y Energía.
Vivo fue registrado en vivo en El Teatro de Flores. También editado en DVD, ese show contó con varios invitados, como Pablo Memi, Richard Coleman y Bolsa González.
En octubre de 2011 editó su cuarto álbum solista (tercero de estudio) llamado Baldíos lunares. Son doce canciones entre las que se encuentra una versión de Gabinetes espaciales de Almendra.
Para 2013 Juanse terminó de conformar su grupo solista llamado Juanse y las Fieras Lunáticas junto con Pedi (ex Jóvenes Pordioseros), Ponch (ex La 25) y Gaby Pérez Juntos editan el álbum Rock es amor igual con producción artística de Pichón Dal Pont. Para este proyecto fue invitado Ricardo Pegnotti a tocar pedal steel guitar.
En 2014 se edita por Pelo Music el álbum Pappo x Juanse con canciones de su amigo Norberto Pappo Napolitano, el cual se presenta a sala llena en el Teatro Opera Allianz de calle Corrientes y del cual se espera un nuevo álbum en directo para fines de 2015.
En 2018, y luego del regreso en 2017 con Los Ratones Paranoicos Juanse lanza el primer corte de su nuevo disco llamado Estoy de vuelta, es el primer tema que se conoce del disco que saldrá a mediados de año bajo el nombre Stéreoma. En 2019 lanza su Europe Tour por varios países llevando de backing band a la banda española Atraco.
En 2022 sacó el álbum Effatá, un álbum que lo devuelve al sonido rockero de Los Ratones Paranoicos con letras y canciones que tratan sobre lo religioso y emocional.

## Vida personal
No tenía problemas para aprender, pero el estudio no era su fuerte, fue por eso por lo que lo echaron de varios colegios. En la facultad estudió Antropología, Filosofía, Ciencias Económicas y Ciencias Políticas pero, como siempre, la música pudo más. Según cuentan, le habían conseguido un empleo en AMSA (Asistencia Médica Social Argentina), donde sacaba los fax y también lo tenían como cadete. El primer día, el jefe lo mandó a comprar un café, guardó la plata en el bolsillo, salió a la calle y jamás volvió. Es fanático del Boca Juniors y tiene una gran simpatía por el Club Atlético Estudiantes.
En una de las giras de los Ratones por San Luis por el año 1992 conoce a una mujer llamada Julieta Testai de la cual se enamoró. Se casó con ella en el mes de agosto de 1994 y tuvieron a su primer hijo: Dalan. Más tarde tendrían a una hija llamada Bárbara.
Luego de vivir una experiencia mística, en la que asegura que pudo ver claramente el rostro de Cristo, Juanse se ha convertido en un ferviente devoto católico.
El 14 de agosto de 2023, un día después de las elecciones primarias, según el periodista Esteban Trebucq en su programa de televisión en A24 mientras entrevistaba a Javier Milei dijo que conversó con Juanse y afirmó que le gustaría tocar para el candidato a presidente.

## Discografía

### Ratones Paranoicos
- Ratones Paranoicos (1986)
- Los chicos quieren rock (1987)
- Enlace (1989)
- Furtivos (1989)
- Tómalo o déjalo (1990)
- Fieras lunáticas (1991)
- La nave (1992)
- Hecho en Memphis (1993)
- Éxtasis Vivo (1994)
- Raros Ratones (1995)
- Planeta Paranoico (1996)
- Mtv Unplugged (1998)
- Electroshock (1999)
- Vivo Paranoico (2000)
- X16 (2000)
- Para siempre Diego (2001)
- Los chicos quieren más (2001)
- Luna Paranoico (2002)
- Enigma (2003)
- Girando (2004)
- Inyectado de Rocanrol (2006)
- Ratones Paranoicos (2009)
- Los chicos quieren rock 1988-2009 (2010)
- Caballos de noche Vivo en el Hipódromo (2017)
- Materia prima, inedito (2021)

### Juanse
- Expresso Bongo (1997)
- Energía divina (2007)
- Juanse Roll Band Vivo (2009)
- Baldíos lunares (2011)
- Rock es amor igual (2013)
- Pappo x Juanse (2014)
- Una noche en la Ópera (2015)
- La Biblia x Juanse (2016)
- Stéreoma (2018)
- 222 Biograma (2021)
- Juanito y el Carposaurio (con Pappo) (2021)
- Effatá (2022)